# 秋田鍔銭
秋田鍔銭（あきたつばせん）とは文久3年（1863年）、久保田藩主佐竹義堯の刀の鍔を模して鋳造したといわれる銅銭であり、幕末期の地方貨幣の一種であり、八卦銭（はっけせん）ともいう。

## 概要

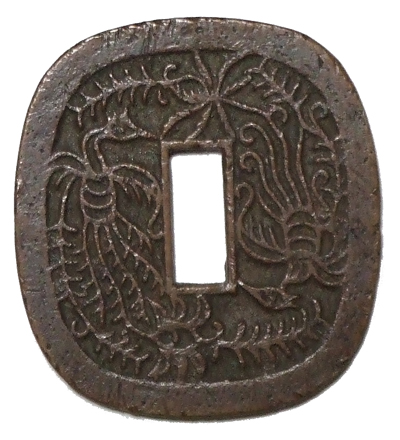
秋田鍔銭

大繩織衛奉行により、広東鍔を模した佐竹家に伝わる鍔が意匠化され鋳造された銭貨であり、表面には雌雄の鳳凰、またはこの地方名産の比内鶏ともいわれる模様が鋳出され、裏面には八卦の模様、側面には文久年間を示す「久」の極印が打たれている。鳳凰の尾の長さにより「長尾」、「中尾」、「短尾」に分類され、また「百足」を髣髴させるもの、鑢目仕上げの「肥紋」および表面を滑らかに仕上げた「美制」と呼ばれるものも存在する。「長尾」が前期鋳造とされ、「中尾」および「肥紋」はやや少なく「美制」および「百足」と分類されるものは希少である。写真のものは「長尾」である。貨幣面の表裏の規定については不明であるが、製作から判断すると「長尾」では鳳凰図が表となり、「短尾」では八卦図が表として作られていると考えられる。
量目（質量）は12～15匁（45～56グラム）程度、縦1寸7分5厘（53ミリメートル）、横1寸6分（48ミリメートル）程度で、波銭と同様に阿仁銅山加護山吹分所の銭座で鋳造され、阿仁銅山産出の銅が使われているため特有の赤褐色を呈している。100文銭であるとする文献もあるが、『秋田沿革史』および『秋田貨幣史』に「極印銅被差出候目方拾匁ヲ以當百銭代ニ相用可申事」とあり、すなわち鍔銭10匁をもって100文通用としたことになり、そうであれば秤量貨幣的な使用であったことになる。
鋳造期間は文久3年～慶應3年（1867年）、鋳造高は不明である。もとより幕府許可によるものではないため覚書程度の記録も焼却されたものと推定され、公式な史料は残されておらず、鋳造目的など詳細は不明な点が多い。しかし、銅質の酷似する秋田鋳とされる天保通寳が多く存在し、薩摩藩および土佐藩と同様に天保通寳密鋳のための擬装工作とも考えられる。